# Рылов, Яков Николаевич
Я́ков Никола́евич Ры́лов (род. 15 января 1985, Кирово-Чепецк, Кировская область) — российский хоккеист, защитник. Мастер спорта России международного класса.

## Биография
Воспитанник ДЮСШ местного хоккейного клуба «Олимпия» (первый тренер Г. А. Пойлов), в котором и начал свою игровую карьеру в 2002 году в российской высшей лиге.
В 2004 году был приглашён в клуб Суперлиги — московское «Динамо», в 2005 году был признан стал лучшим новичком сезона, выиграв с командой «золото» российского чемпионата, в 2006 году — стал обладателем Кубка европейских чемпионов, в 2008 году — Кубка Шпенглера.
В 2005 году в составе молодёжной сборной России стал серебряным призёром молодёжного чемпионата мира 2005 года, проходившего в американском Гранд-Форксе (Северная Дакота).
5 июня 2009 года в результате обмена на Олега Сапрыкина перешёл в ЦСКА. В 2011 году также в результате обменов 29 января вошёл в состав нижнекамского «Нефтехимика», а 5 мая вернулся в ЦСКА. С 2014 года игрок казанского «Ак Барса».
В 2011 и 2013 годах вызывался в сборную России для участия в этапах Еврохоккейтура. В 2011 и 2012 годах в составе Второй сборной России участвовал в турнирах Европейского хоккейного вызова.
С 2016 по 2018 года выступал за клуб КХЛ «Динамо» (Москва).
14 мая 2019 года перешёл в московский «Спартак», односторонний контракт защитника рассчитан до 30 апреля 2020 года. 16 апреля 2020 года заключил новый контракт со «Спартаком», рассчитанный на два сезона — до 30 апреля 2022 года. 8 октября 2021 года был помещён на драфт отказов. 15 октября 2021 года покинул «Спартак», расторгнув контракт по соглашению сторон, и вскоре подписал контракт с екатеринбургским «Автомобилистом». В декабре 2022 года подписал контракт с «Амуром». 22 марта 2025 года Рылов объявил о завершении карьеры в возрасте 40 лет. Защитник провёл в КХЛ 835 матчей и набрал 267 (70+197) очков.

## Достижения
- Серебряный призёр чемпионата мира среди молодёжи 2005.
- Чемпион России 2004/2005.
- Обладатель Кубка европейских чемпионов по хоккею с шайбой 2006.
- Обладатель Кубка Шпенглера 2008.
- Серебряный призёр Чешских хоккейных игр 2011.
- Серебряный призёр хоккейных игр Kajotbe 2013 (апрель).

### Индивидуальные
- Лучший новичок сезона 2005.

## Статистика
| Легенда | Легенда                    | Легенда | Легенда                   | Легенда | Легенда    |
| ------- | -------------------------- | ------- | ------------------------- | ------- | ---------- |
| И       | Количество проведённых игр | Штр     | Штрафное время            | +/−     | Плюс-минус |
| Г       | Голы                       | П       | Голевые передачи          | О       | Очки       |
| -       | Статистика неизвестна      | —       | Статистика не учитывалась |         |            |